# Cyrtocarcinus truncatus
Cyrtocarcinus truncatus är en kräftdjursart som först beskrevs av M. J. Rathbun 1906.  Cyrtocarcinus truncatus ingår i släktet Cyrtocarcinus och familjen Xanthidae. Inga underarter finns listade i Catalogue of Life.